# Hypopyra madrasensis
Hypopyra madrasensis là một loài bướm đêm trong họ Erebidae.